# Breslauer Dichterschule
Die Breslauer Dichterschule war eine literarische Gruppe, die Mitte des 19. Jahrhunderts in Breslau gegründet wurde. Sie wurde erstmals 1859 öffentlich erwähnt und bestand bis 1935.

Kopf des Jahrgangs 1878 der Monats-Berichte (später Monatsblätter)

## Gründung
Die Anfänge der Breslauer Dichterschule führt Ludwig Sittenfeld in einem Rückblick auf literarische Zirkel zurück, die 1846 auf Anregung des Wissenschaftlers und Vormärz-Liberalen Nees von Esenbeck zusammenfanden. Als Gründer eines Vereins mit dem Namen Schlesisches Dichterkränzchen, der im Sommer 1859 bereits existierte, werden Carl Krause († 1879), später Redakteur der Frankfurter Oder-Zeitung, und Ernst Falkenhayn († 1863) genannt. Die späteren Stiftungsfeste des Vereins bezogen sich auf den 13./14. Februar 1859 als Gründungsdatum.

## Erste Aktivitäten und Spaltungen
Ursprünglich war das Dichterkränzchen ein Übungszirkel für angehende Redner; für die Zusammenkünfte wurden jeweils Tagespräsidenten gewählt. Nach Schaffung eines dauerhaften Amts wurde Rafael Finkenstein (* 10. November 1828; † 31. Juli 1874) der erste Vorsitzende. Erste öffentliche Aktivitäten des Vereins standen in Verbindung zu den Breslauer Feierlichkeiten am 10. November 1859 zum hundertsten Geburtstag von Friedrich Schiller. Der Verein unternahm auch Ausflüge wie den nach Odernigk, über den die Schlesische Zeitung am 13. August 1859 berichtete.
Im Mai 1861 kam es zu einer Spaltung und Gründung eines eigenen Vereins Breslauer Dichterschule in Anlehnung an die sogenannte erste und zweite schlesische Dichterschule der Barockzeit. Dieser unterschied sich vom Dichterkränzchen dadurch, dass nur literarisch aktive Mitglieder aufgenommen wurden. Ziel des Vereins war es, das literarische Leben in Breslau zu fördern. Die fast wöchentlich stattfindenden Sitzungen wurden von durchschnittlich 20 Teilnehmern unterschiedlicher beruflicher Stellung, politischer Überzeugung oder religiöser Bekenntnisse besucht. Auch Frauen waren zugelassen. Lesungen von Gedichten und Vorträge wurden im Voraus angemeldet, die Beiträge kritisch diskutiert.
Zur Feier von Schillers Geburtstag im Jahr 1864 wurden Dichterschule und Dichterkränzchen unter dem Namen Verein für Poesie wiedervereinigt. Auch dem neuen Vereins stand Finkenstein vor, dessen verletzende Bemerkungen allerdings eine größere Anzahl von Mitgliedern zum Austritt veranlassten. Die Ausgetretenen verbanden sich mit dem Jungakademikerverein Dintenfaß, dem von Max Kalbeck und Kurd Laßwitz angehörten. Am 9. April 1872 kam es erneut zur Verschmelzung unter dem endgültigen Namen; zwei Wochen später wurde eine neue Satzung beschlossen.

## Gründung derMonatsblätter
1875 gründete der Verein, anfangs unter dem Titel Monats-Bericht, eine Zeitschrift. Die ersten fünf Nummern erschienen als Faksimiles von Handschriften und enthielten eine Geschichte des Vereins sowie eine Vergleichende Betrachtung der Kriegslieder von 1813/15 und 1870/71 des Dichters Theobald Nöthig. Im Dezember 1875 wurde eine fünfköpfige Redaktionskommission eingesetzt, die das acht Seiten umfassende Blatt im Druck herausgab. Seit 1876 betreute Ludwig Sittenfeld das Blatt, das bald 350 Abonnenten zählte.

## Preisausschreiben
1878 wurde ein Stiftungsfonds eingerichtet und eine Gedenktafel für verstorbene Mitglieder in Auftrag gegeben, die am 18. Februar 1878 feierlich eingeweiht wurde. Im selben Jahr wurden zwei Lyrikpreise ausgeschrieben. Unter den 700 Einsendungen wählte man Sendung von Max Kalbeck zum besten lyrischen Gedicht. Die Auszeichnung für das beste epische Gedicht wurde zwischen Ella von Carl Biberfeld und Die Grete und ihr Kind von Hedwig Nies geteilt.
Anfangs war der Lyrikpreis mit 30 Reichsmark dotiert. Ein anonymer Feuilletonist spottete über den Betrag, für den man 300 Biere bestellen könne, und schlug vor, „den glücklichen Dichter mit einem Ehrenzeichen, etwa einem schönen Buche, mit einer Widmung des Vereins oder einer Medaille“ zu bedenken: „Selbst wenn er die 30 Mark brauchen kann, der Sache geben sie etwas Lächerliches.“

## Öffnung für die Moderne
Im Vereinsjahr 1880/81 fanden 54 gut besuchte Sitzungen statt. Durch das Preisausschreiben und die Abonnement-Verbreitung der Monatsblätter öffnete sich der anfangs regional orientierte Verein für auswärtige Mitglieder wie Johannes Reinelt (Philo vom Walde), den Amerikaner Konrad Nies, John Henry Mackay und Detlev von Liliencron. Am 5. April 1881 las der neunzehnjährige Gerhart Hauptmann Gedichte vor, der damals die Königliche Kunst- und Gewerbeschule in Breslau besuchte. Weitere bekannte Mitglieder der Dichterschule waren Hermann Stehr, Carl Hauptmann, Wilhelm Arent, Arthur Silbergleit, Paul Mühsam, Walter Meckauer und Werner Milch. Dem Verein schlossen sich auch viele künstlerisch begabte Frauen wie Hedwig Wigger, Paula Ludwig, Marie Muthreich und Bertha Badt-Strauss an.
Um 1888 traf man sich in Paschke’s Restaurant, das in der Breslauer Taschenstraße von Otto Hocke geführt wurde. Von 1889 bis 1893 wurden die Monatsblätter von Paul Barsch betreut, der als Handwerkergeselle erste Gedichte an die Breslauer Dichterschule gesandt hatte und zu einer Lesung eingeladen worden war. Unter seiner Redaktion veröffentlichten unter anderen Rainer Maria Rilke, Stefan Zweig und Karl Kraus ihre Erstlings- und Frühwerke im Vereinsorgan. Auch von Otto Julius Bierbaum, Richard Dehmel, Otto Ernst, Karl Gerok, Karl Henckell und Ludwig Jacobowski finden sich in der Zeitschrift. Später wurden die jungen, damals unbekannten Autoren Armin T. Wegner und Max Herrmann-Neisse von Barsch gefördert. Die Ära seiner Redaktion gilt als „Glanzperiode des Vereinsorgans“. 1901 wurde das Blatt in Der Osten umbenannt, und Barsch übernahm ab 1. Januar 1904 erneut, aber nur noch nominell, die Redaktion.

## Niedergang
Trotz weitreichender literarischer Kontakte und zahlreicher Aktivitäten, die vor allem der Ausrichtung von Dichterjubiläen dienten, gingen die Mitgliederzahlen zurück. Im Mai 1906 zählte der Verein 76 Mitglieder, 1909 waren es 67 (35 in Breslau und 32 auswärtige). 1907 hatte Carl Biberfeld die Redaktion des Ostens übernommen; später folgten ihm Fritz Ernst Bettauer und Richard Rieß nach.
Im August 1914, beim Ausbruch des Ersten Weltkriegs, veröffentlichte der Bettauer den Aufsatz Der Dichter und der Krieg als Auftakt zu zahlreichen ähnlich militaristischen Beiträgen u. a. von Walter Meckauer und Kurt Walter Goldschmidt. Im Januar 1915 wurde auch ein Preisausschreiben für ein singbares, die deutschen Waffentaten verherrlichendes Gedicht ausgelobt. Der neue Vorsitzende Alexander Kirchner gab überdies eine Flugblattserie mit Kriegslyrik (Geharnischte Lieder) heraus.
Nach dem Krieg übernahm Armin T. Wegner die Redaktion des Ostens, der Max Brod und Arnold Zweig als Mitarbeiter gewinnen konnte. Im Sommer folgte ihm Hugo Singermann nach, der den Untertitel in Zeitschrift für Literatur und Kritik änderte. Zu den Beiträgern gehörten jetzt auch Friedrich Schnack, Will-Erich Peuckert, Reinhard Conrad Muschler sowie der spätere Reichsschrifttumskammer-Funktionär Hans Christoph Kaergel, der die einzige im Dritten Reich geduldete Hitler-Biographie geschrieben hat. Vom 47. Jahrgang (1921) an erschienen bis 1927 nur noch Einzelhefte als Jahresgaben.
Nachdem 1923 mit Der Neue Osten eine Zweimonatsschrift für Kultur, Kunst, Kritik von Alfons Hayduk herausgegeben worden war, der die modernen Tendenzen ablehnte und den Verein wieder zur Heimatkunst zurückführen wollte, kam es 1924 zur Spaltung. Fortan gingen die Vereine Literarische Gesellschaft Der Osten und Breslauer Dichterschule getrennte Wege. 1934 erschien ein letztes Der Osten-Einzelheft als Festschrift zur Feier des 75-jährigen Bestehens. Die letzte Aktivität des Vereins war die Mitwirkung an einer Feier zum 70. Geburtstag von
Hermann Stehr, der seit fünfzig Jahren Mitglied war. Bis Januar 1935 wurde er von Waldemar von Grumbkow und nach dessen erzwungener Absetzung kommissarisch durch den SS-Mann Jörg Breuer geführt, der wohl auch die Auflösung vornahm.
Nach dem Zweiten Weltkrieg versucht der Wangener Kreis, der den Namen Gesellschaft für Literatur und Kunst „Der Osten“ e. V. führt, die Tradition der Breslauer Dichterschule fortzuführen. Dabei wurde in den 1950er-Jahren eine von Marie Muthreich-Barsch gestiftete Paul-Barsch-Plakette als Literaturpreis verliehen.

## Vereinsorgan
- Monats-Bericht des Vereins Breslauer Dichterschule. Jg. 1 (1875) bis 26 (1900); Titel ab Jg. 6 (1880): Monatsblätter der Breslauer Dichterschule. G. Raabe, D. Herz, J. Max & Co., Th. Schlatzky’s Buchdruckerei, Buchdruckerei Lindner; M. Schlesinger, Neisser & Co.; S. Lilienfeld, E. Peterson, R. Dülfer, Breslau; neue Folge: Der Osten. Organ des Vereins „Breslauer Dichterschule“. Zeitschrift für literarische Kultur. Jg. 27 (1901) bis 52 (1927). R. Dülfer, Breslau.

## Weitere Publikationen des Vereins
- Schlesischer Musen-Almanach für 1862. Hrsg. vom Schlesischen Dichterkränzchen zu Breslau. Breslau 1862.
- Aus Herz und Welt. Dichtungen in Original-Beiträgen; gesammelt und hrsg. von der Breslauer Dichter-Schule. Korn, Breslau 1863.
- Lieder und Balladen. Neue Sammlung von Original-Beiträgen. Hrsg. von der Breslauer Dichter-Schule. Breslau 1864.
- Album schlesischer Dichter. Hrsg. vom Verein für Poesie in Breslau. Brockhaus, Leipzig 1866 (5. Sammlung); hrsg. vom Verein für Poesie, Mälzen, Breslau 1868 (6. Folge); hrsg. vom Verein für Poesie Breslau unter persönlicher Redaktion des Vorsitzenden R. Finkenstein, Breslau 1870 (7. Folge); hrsg. von der Breslauer Dichterschule, Breslau 1870 (7. Folge)
- Statuten des Vereins „Breslauer Dichterschule“. o. V., Breslau, April 1876; Nachtrag zu den Statuten der Breslauer Dichterschule. Ebenda, Juli 1878.
- Beiträge zur Gedenkfeier für Dr. Robert Rößler, veranstaltet vom Verein „Breslauer Dichterschule“ am 28. Mai 1883. Buchdruckerei Lindner, Breslau 1883.
- Herbstblättel. Skizzen und Festgedichte zum sechzigsten Geburtstage Max Heinzel’s. Im Auftrage der Breslauer Dichterschule gesammelt von Carl Biberfeld, Breslau 1893.
- Der Osten. Ein schlesischer Jubiläumsalmanach. Hrsg. anläßlich des 50-jährigen Jubiläums der Breslauer Dichterschule von Carl Biberfeld. Koebner’sche Buchhandlung, Breslau 1909
- Geharnischte Lieder. Flugblatt des Literatenvereins Breslauer Dichterschule. Fleischmann, Breslau 1914–1915.
- Literarischer Verein Breslau. Jahrbuch. Jg. 1, Schweidnitz 1910. Paul Barsch zum 50. Geburtstage gewidmet.